# مست گرهارد
 مست گرهارد (انگلیسی: Master Gerhard؛ ۱ ژانویه ۱۲۱۰ – ۱ ژانویه ۱۲۷۱) یک معمار اهل آلمان بود.